# Esopet
Esopet - dat is Oudfrans voor kleine Aisopos - is de naam van een bundel van 67 Middelnederlandse dierfabels met doorgaans satirische strekking, daterend uit de tweede helft van de 13de eeuw.
Een niet geïdentificeerde bron beweert dat de bundel door twee dichters is geschreven, mogelijk de door Jacob van Maerlant in zijn Spieghel Historiael genoemde Calfstaf en Noydekijn.
De fabels zijn duidelijk geïnspireerd op die van Aisopos.
Het enig bekende handschrift van de Esopet berust in de Universiteitsbibliotheek Leiden: LTK 191-4. Het manuscript is ook digitaal beschikbaar. 

## Edities
- Esopet, Facsimile-uitgave naar het enig bewaard gebleven handschrift. Ingeleid en toegelicht door Garmt Stuiveling. 2 dln. Amsterdam 1965.